# Vedeniapin
Vedeniapin (en rus: Веденяпин) és un poble (un khútor) del krai de Stàvropol, a Rússia, que en el cens del 2010 tenia 236 habitants. Pertany al districte rural de Kurskaia.